# Ectima subtusmonotona
Ectima subtusmonotona är en fjärilsart som beskrevs av Felix Bryk 1953. Ectima subtusmonotona ingår i släktet Ectima och familjen praktfjärilar. Inga underarter finns listade i Catalogue of Life.